# Collegio di Merthyr Tydfil and Rhymney
Merthyr Tydfil and Rhymney è stato un collegio elettorale gallese rappresentato alla Camera dei comuni del Parlamento del Regno Unito. Eleggeva un membro del parlamento con il sistema maggioritario a turno unico; il collegio è stato abolito in occasione della revisione periodica del 2024.

## Estensione
- 1983-1997: il Borough di Merthyr Tydfil, e i ward del distretto di Rhymney Valley numero 5 e da 14 a 20.
- 1997-2010: il County Borough di Merthyr Tydfil e i ward del distretto di contea di Caerphilly di Abertysswg, Darren Valley, Moriah, New Tredegar, Pontlottyn, Tir-Phil e Twyn Carno.
- 2010-2024: le divisioni elettorali del distretto di contea di Merthyr Tydfil di Bedlinog, Cyfarthfa, Dowlais, Gurnos, Merthyr Vale, Park, Penydarren, Plymouth, Town, Treharris e Vaynor e le divisioni elettorali del distretto di contea di Caerphilly di Darran Valley, Moriah, New Tredegar, Pontlottyn e Twyn Carno.

Come il nome suggerisce, le principali città erano Merthyr Tydfil e Rhymney. Il collegio confinava con Blaenau Gwent, Brecon and Radnorshire, Caerphilly, Cynon Valley e  Islwyn.

## Membri del parlamento
| Elezione | Elezione     | Deputato         | Partito          |
| -------- | ------------ | ---------------- | ---------------- |
|          | 1983         | Ted Rowlands     | Laburista        |
| 2001     | Dai Havard   |                  | Laburista        |
| 2015     | Gerald Jones |                  | Laburista        |
|          | 2024         | Collegio abolito | Collegio abolito |

## Elezioni

### Elezioni negli anni 2010
| Partito                    | Partito                                | Candidato                  | Risultati 12 dicembre 2019 | Risultati 12 dicembre 2019 |
| Partito                    | Partito                                | Candidato                  | Voti                       | %                          |
| -------------------------- | -------------------------------------- | -------------------------- | -------------------------- | -------------------------- |
|                            | Laburista                              | Gerald Jones               | 16 913                     | 52,45                      |
|                            | Conservatore                           | Sara Jones                 | 6 307                      | 19,56                      |
|                            | Brexit                                 | David Jones                | 3 604                      | 11,18                      |
|                            | Plaid Cymru                            | Mark Evans                 | 2 449                      | 7,59                       |
|                            | Indipendente                           | David Hughes               | 1 860                      | 5,77                       |
|                            | Lib Dem                                | Brendan D’Cruz             | 1 116                      | 3,46                       |
|                            |                                        |                            |                            |                            |
| Iscritti                   | Iscritti                               | Iscritti                   | 56 322                     | 100,00                     |
| ↳ Votanti (% su iscritti)  | ↳ Votanti (% su iscritti)              | ↳ Votanti (% su iscritti)  | 32 249                     | 57,26                      |
| ↳ Astenuti (% su iscritti) | ↳ Astenuti (% su iscritti)             | ↳ Astenuti (% su iscritti) | 24 073                     | 42,74                      |
|                            |                                        |                            |                            |                            |
|                            | Esito: collegio confermato a Laburista |                            |                            |                            |

| Partito                    | Partito                                | Candidato                  | Risultati 8 giugno 2017 | Risultati 8 giugno 2017 |
| Partito                    | Partito                                | Candidato                  | Voti                    | %                       |
| -------------------------- | -------------------------------------- | -------------------------- | ----------------------- | ----------------------- |
|                            | Laburista                              | Gerald Jones               | 22 407                  | 66,80                   |
|                            | Conservatore                           | Pauline Jorgensen          | 6 073                   | 18,10                   |
|                            | Plaid Cymru                            | Amy Kitcher                | 2 740                   | 8,17                    |
|                            | UKIP                                   | David Rowlands             | 1 484                   | 4,42                    |
|                            | Lib Dem                                | Bob Griffin                | 841                     | 2,51                    |
|                            |                                        |                            |                         |                         |
| Iscritti                   | Iscritti                               | Iscritti                   | 55 446                  | 100,00                  |
| ↳ Votanti (% su iscritti)  | ↳ Votanti (% su iscritti)              | ↳ Votanti (% su iscritti)  | 33 545                  | 60,50                   |
| ↳ Astenuti (% su iscritti) | ↳ Astenuti (% su iscritti)             | ↳ Astenuti (% su iscritti) | 21 901                  | 39,50                   |
|                            |                                        |                            |                         |                         |
|                            | Esito: collegio confermato a Laburista |                            |                         |                         |

| Partito                    | Partito                                | Candidato                  | Risultati 7 maggio 2015 | Risultati 7 maggio 2015 |
| Partito                    | Partito                                | Candidato                  | Voti                    | %                       |
| -------------------------- | -------------------------------------- | -------------------------- | ----------------------- | ----------------------- |
|                            | Laburista                              | Gerald Jones               | 17 619                  | 53,86                   |
|                            | UKIP                                   | David Rowlands             | 6 106                   | 18,66                   |
|                            | Conservatore                           | Bill Rees                  | 3 292                   | 10,06                   |
|                            | Plaid Cymru                            | Rhayna Manns               | 3 099                   | 9,47                    |
|                            | Lib Dem                                | Bob Griffin                | 1 351                   | 4,13                    |
|                            | Verdi                                  | Elspeth Parris             | 603                     | 1,84                    |
|                            | Indipendente                           | Eddy Blanche               | 459                     | 1,40                    |
|                            | Comunista                              | Robert Griffiths           | 186                     | 0,57                    |
|                            |                                        |                            |                         |                         |
| Iscritti                   | Iscritti                               | Iscritti                   | 61 726                  | 100,00                  |
| ↳ Votanti (% su iscritti)  | ↳ Votanti (% su iscritti)              | ↳ Votanti (% su iscritti)  | 32 715                  | 53,00                   |
| ↳ Astenuti (% su iscritti) | ↳ Astenuti (% su iscritti)             | ↳ Astenuti (% su iscritti) | 29 011                  | 47,00                   |
|                            |                                        |                            |                         |                         |
|                            | Esito: collegio confermato a Laburista |                            |                         |                         |

| Partito                    | Partito                                | Candidato                  | Risultati 6 maggio 2010 | Risultati 6 maggio 2010 |
| Partito                    | Partito                                | Candidato                  | Voti                    | %                       |
| -------------------------- | -------------------------------------- | -------------------------- | ----------------------- | ----------------------- |
|                            | Laburista                              | Dai Havard                 | 14 007                  | 43,67                   |
|                            | Lib Dem                                | Amy Kitcher                | 9 951                   | 31,02                   |
|                            | Conservatore                           | Maria Hill                 | 2 412                   | 7,52                    |
|                            | Indipendente                           | Clive Tovey                | 1 845                   | 5,75                    |
|                            | Plaid Cymru                            | Glyndwr Jones              | 1 621                   | 5,05                    |
|                            | BNP                                    | Richard Barnes             | 1 173                   | 3,66                    |
|                            | UKIP                                   | Adam Brown                 | 872                     | 2,72                    |
|                            | Laburista Socialista                   | Alan Cowdell               | 195                     | 0,61                    |
|                            |                                        |                            |                         |                         |
| Iscritti                   | Iscritti                               | Iscritti                   | 54 737                  | 100,00                  |
| ↳ Votanti (% su iscritti)  | ↳ Votanti (% su iscritti)              | ↳ Votanti (% su iscritti)  | 32 076                  | 58,60                   |
| ↳ Astenuti (% su iscritti) | ↳ Astenuti (% su iscritti)             | ↳ Astenuti (% su iscritti) | 22 661                  | 41,40                   |
|                            |                                        |                            |                         |                         |
|                            | Esito: collegio confermato a Laburista |                            |                         |                         |

### Elezioni negli anni 2000
| Partito                    | Partito                                | Candidato                  | Risultati 5 maggio 2005 | Risultati 5 maggio 2005 |
| Partito                    | Partito                                | Candidato                  | Voti                    | %                       |
| -------------------------- | -------------------------------------- | -------------------------- | ----------------------- | ----------------------- |
|                            | Laburista                              | Dai Havard                 | 18 129                  | 60,48                   |
|                            | Lib Dem                                | Ceirion Rees               | 4 195                   | 13,99                   |
|                            | Plaid Cymru                            | Noel Turner                | 2 972                   | 9,91                    |
|                            | Conservatore                           | Roger Berry                | 2 680                   | 8,94                    |
|                            | Forward Wales                          | Neil Greer                 | 1 030                   | 3,44                    |
|                            | UKIP                                   | Gwyn Parry                 | 699                     | 2,33                    |
|                            | Laburista Socialista                   | Ina Marsden                | 271                     | 0,90                    |
|                            |                                        |                            |                         |                         |
| Iscritti                   | Iscritti                               | Iscritti                   | 54 601                  | 100,00                  |
| ↳ Votanti (% su iscritti)  | ↳ Votanti (% su iscritti)              | ↳ Votanti (% su iscritti)  | 29 976                  | 54,90                   |
| ↳ Astenuti (% su iscritti) | ↳ Astenuti (% su iscritti)             | ↳ Astenuti (% su iscritti) | 24 625                  | 45,10                   |
|                            |                                        |                            |                         |                         |
|                            | Esito: collegio confermato a Laburista |                            |                         |                         |

| Partito                    | Partito                                | Candidato                  | Risultati 7 giugno 2001 | Risultati 7 giugno 2001 |
| Partito                    | Partito                                | Candidato                  | Voti                    | %                       |
| -------------------------- | -------------------------------------- | -------------------------- | ----------------------- | ----------------------- |
|                            | Laburista                              | Dai Havard                 | 19 574                  | 61,78                   |
|                            | Plaid Cymru                            | Robert Hughes              | 4 651                   | 14,68                   |
|                            | Lib Dem                                | Keith Rogers               | 2 385                   | 7,53                    |
|                            | Conservatore                           | Richard Cuming             | 2 272                   | 7,17                    |
|                            | Indipendente                           | Jeffrey Edwards            | 1 936                   | 6,11                    |
|                            | Laburista Socialista                   | Ken Evans                  | 692                     | 2,18                    |
|                            | ProLife Alliance                       | Anthony Lewis              | 174                     | 0,55                    |
|                            |                                        |                            |                         |                         |
| Iscritti                   | Iscritti                               | Iscritti                   | 54 911                  | 100,00                  |
| ↳ Votanti (% su iscritti)  | ↳ Votanti (% su iscritti)              | ↳ Votanti (% su iscritti)  | 31 684                  | 57,70                   |
| ↳ Astenuti (% su iscritti) | ↳ Astenuti (% su iscritti)             | ↳ Astenuti (% su iscritti) | 23 227                  | 42,30                   |
|                            |                                        |                            |                         |                         |
|                            | Esito: collegio confermato a Laburista |                            |                         |                         |

## Risultati dei referendum

### Referendum sulla permanenza del Regno Unito nell'Unione europea del 2016
|             | Collegio                   | Lasciare UE % | Rimanere in UE % |
| ----------- | -------------------------- | ------------- | ---------------- |
|             | Merthyr Tydfil and Rhymney | 58,4%         | 41,6%            |
| Galles      | 52,5%                      | 47,5%         |                  |
| Regno Unito | 51,9%                      | 48,1%         |                  |